# Lemma von Schur
Das Lemma von Schur, benannt nach Issai Schur, beschreibt die Homomorphismen zwischen einfachen Moduln. Es besagt, dass jeder solche Homomorphismus außer dem Nullhomomorphismus ein Isomorphismus ist.

## Formulierungen des Lemmas
Das Lemma von Schur in der modultheoretischen Fassung lautet ({\displaystyle R} sei ein Ring mit 1):
Es seien {\displaystyle M}, {\displaystyle N} einfache {\displaystyle R}-Linksmoduln. Dann gilt:
1. {\displaystyle M\not \cong N\Rightarrow \operatorname {Hom} _{R}(M,N)=0}
2. {\displaystyle \operatorname {End} _{R}(M)} ist ein Schiefkörper.

In der darstellungstheoretischen Fassung lautet das Lemma von Schur ({\displaystyle G} sei eine endliche Gruppe, {\displaystyle K} ein Körper):
Es seien {\displaystyle \rho :\ G\rightarrow \operatorname {GL} _{K}(V),\tau :\ G\rightarrow \operatorname {GL} _{K}(W)} irreduzible Darstellungen von {\displaystyle G}. Dann gilt:
1. Es sei {\displaystyle f\in \operatorname {Hom} _{K}(V,W)} mit {\displaystyle f\circ \rho (g)=\tau (g)\circ f\ ,\ \forall g\in G}. Dann gilt: {\displaystyle f=0} oder {\displaystyle f} ist bijektiv (und in diesem Fall sind {\displaystyle \rho } und {\displaystyle \tau } äquivalent).
2. {\displaystyle Z(\rho )} ist ein Schiefkörper.

Die zweite Aussage gilt auch in der Umkehrung, sodass {\displaystyle Z(\rho )} genau dann ein Schiefkörper ist, wenn die Darstellung {\displaystyle \rho } irreduzibel ist.
Aufgrund des Zusammenhangs von Darstellungen von {\displaystyle G} über {\displaystyle K} und KG-Moduln besagen beide Fassungen das gleiche.

## Beweis
Der Beweis (der darstellungstheoretischen Fassung) benötigt nur elementare lineare Algebra. Es seien {\displaystyle \rho (g)} invertierbare {\displaystyle n\times n}-Matrizen, {\displaystyle \tau (g)} invertierbare {\displaystyle m\times m}-Matrizen, und es sei {\displaystyle f} eine {\displaystyle m\times n}-Matrix. Für die Matrizenprodukte gelte
{\displaystyle f\rho (g)=\tau (g)f\qquad \forall g\in G}
Dann ist der Kern von {\displaystyle f} ein invarianter Teilraum für die Darstellung {\displaystyle \rho (g)}, denn aus {\displaystyle fv=0} folgt {\displaystyle f\rho (g)v=0}. Wegen der Irreduzibilität von {\displaystyle \rho } kann Kern {\displaystyle f} nur der Nullvektorraum oder der ganze Vektorraum sein. Ist Kern {\displaystyle f=\{0\}}, so ist {\displaystyle f} injektiv. Das Bild von {\displaystyle f}, {\displaystyle \operatorname {Bild} f=\{f(v)\mid v\in V\}}, ist ein Unterraum des Zielraums. Es ist invariant unter {\displaystyle \tau (g)}, denn für {\displaystyle w=f(v)\in \operatorname {Bild} f} gilt {\displaystyle \tau (g)w=\tau (g)f(v)=f\rho (g)v\in \operatorname {Bild} f}. Wegen der Irreduzibilität von {\displaystyle \tau } kann {\displaystyle \operatorname {Bild} f} nur der Nullvektorraum oder der gesamte Zielraum sein. Da {\displaystyle f} injektiv ist und {\displaystyle V\neq \{0\}}, ist {\displaystyle \dim(\operatorname {Bild} f)=\dim V>0}, also {\displaystyle \operatorname {Bild} f\neq \{0\}}. Somit ist {\displaystyle \operatorname {Bild} f} der gesamte Zielraum, und {\displaystyle f} ist surjektiv.
Es können somit zwei Fälle unterschieden werden: Im ersten Fall ist {\displaystyle f} injektiv und surjektiv, also invertierbar, vermittelt also eine Ähnlichkeitstransformation zwischen den Darstellungsmatrizen {\displaystyle \rho } und {\displaystyle \tau }. Im zweiten Fall ist {\displaystyle f} die Nullmatrix.

## Anwendungen
Für praktische Zwecke (Tabellierung) werden die Matrizen einer irreduziblen Darstellung gelegentlich standardisiert.
Z. B. dienen bei der Drehgruppe die gemeinsamen Eigenvektoren von Drehungen um eine ausgewählte Achse als
Standardbasis. In solchen Fällen sind die Matrizen von irreduziblen Darstellungen {\displaystyle \rho (g)} und
{\displaystyle \tau (g)} entweder inäquivalent oder identisch. Damit wird folgender Zusatz zum Schurschen Lemma relevant:
Aus {\displaystyle f\rho (g)=\,\!\rho (g)f} für alle {\displaystyle g\in G}
folgt {\displaystyle f=\lambda \,{\boldsymbol {1}}}, d. h. {\displaystyle f} ist ein komplexes
Vielfaches der Einheitsmatrix.
Beweis: Es sei {\displaystyle \lambda \,\!} ein (komplexer) Eigenwert von {\displaystyle f}, und
{\displaystyle e\,\!} sei ein zugehöriger Eigenvektor. Mit der vorausgesetzten Gleichung gilt auch
{\displaystyle (f-\lambda {\boldsymbol {1}})\,\rho (g)=\rho (g)\,(f-\lambda {\boldsymbol {1}})\qquad \forall g\in G}
Daher ist der Kern von {\displaystyle f-\lambda {\boldsymbol {1}}} ein invarianter Teilraum der
Darstellung {\displaystyle \rho (g)} und kann wegen Irreduzibilität nur der Nullraum
oder der ganze Raum sein. Da der Eigenvektor {\displaystyle e\neq 0} zum Kern gehört, bleibt
nur die zweite Möglichkeit. Also gilt {\displaystyle f-\lambda {\boldsymbol {1}}=0}.
Ein einfaches Korollar des Lemmas von Schur ist, dass jede komplexe irreduzible Darstellung einer abelschen Gruppe eindimensional sein muss.